# Kithnos
Kythnos (Grieks: Κύθνος) is een eiland en gemeente (dimos) , behorend tot de Griekse eilandengroep de Cycladen, gelegen in de Egeïsche Zee en valt onder de Griekse bestuurlijke regio (periferia) Zuid-Egeïsche Eilanden. Het eiland heeft een oppervlakte van 99 km² en heeft een inwoneraantal van ca. 1300.

## Algemeen
Kythnos is een bergachtig eiland met kleine baaien.
In Mericha ligt de haven.

## Hoofdstad
Mesaria is de hoofdstad van het eiland en ligt vlak bij het midden van het eiland, op een plateau van een heuvel.

## Kerken
Op Kythnos staan verscheidene kerken, o.a. de 17e-eeuwse kerk van Agios Savvas.
Op 15 augustus is hier elk jaar een groot volksfeest.

## Bezienswaardigheden
Grotten zijn hier ook te bewonderen o.a. de grot van Katafiki.
Het zuidoosten van het eiland en het klooster van Panagia Kanala (beschermheilige van het eiland) zijn erg mooi. Het klooster staat op het voorgebergte tegenover het eiland Serifos en loopt af tot aan een mooi zandstrand.